# The Nashville Network
A The Nashville Network, geralmente conhecida como TNN, foi um canal de televisão por assinatura estadunidense voltado para a música country. Sua programação incluía videoclipes, concertos, filmes, game shows, programas sindicados e diversos talk shows. Em 25 de setembro de 2000, após uma tentativa fracassada de atrair um público mais jovem, o formato de música country da TNN foi alterado, sendo renomeada como The National Network, tornando-se posteriormente Spike TV em 2003 e Paramount Network em 2018.
Em 1.º de novembro de 2012, foi revivida como um canal de televisão digital. No entanto, isso durou apenas 11 meses, e o canal mudou seu nome para Heartland em 9 de outubro de 2013.

## História

### Ínicio
A The Nashville Network (TNN) foi lançada como um canal de televisão a cabo e por satélite em 7 de março de 1983, operando a partir do agora extinto parque temático Opryland USA, perto de Nashville, Tennessee. A Country Music Television (CMT), fundada por Glenn D. Daniels, foi ao ar dois dias antes da TNN, tornando-se o primeiro canal de televisão a cabo dedicado à música country.
A TNN era originalmente propriedade da WSM, Inc., uma subsidiária da National Life and Accident Insurance Company, que possuía várias propriedades de radiodifusão e turismo em Nashville, além do tradicional programa de rádio e show ao vivo de música country, The Grand Ole Opry. Inicialmente, a TNN focava em programação original relacionada à música country. Seus programas principais incluíam Nashville Now e Grand Ole Opry Live, ambos transmitidos ao vivo do Opryland USA. Durante o primeiro ano de transmissão da TNN, a American General Corporation, empresa controladora da National Life and Accident Insurance Company (NL&AIC), colocou o canal à venda, juntamente com outras propriedades da NL&AIC, em um esforço para concentrar-se em seus negócios prioritários.

### Gaylord (1983-1995)
Em 1983, a Gaylord Entertainment Company adquiriu a TNN e as propriedades de Opryland, com grande parte da programação sendo produzida pela Opryland Productions, também pertencente à Gaylord. Durante essa era, a TNN exibiu uma variedade de shows centrados na música country e na cultura do sul dos EUA, como Nashville Now, Grand Ole Opry Live, game shows como Fandango, e programas de atividades ao ar livre como Country Sportsman. Em 1991, a Gaylord comprou a CMT e passou a operá-la junto com a TNN, que gradualmente eliminou seus videoclipes, redirecionando os espectadores para a CMT.
A TNN também se destacou por sua cobertura de rodeios e esportes a motor, com programas como TNN Outdoors e TNN Motor Sports, que incluíam corridas da NASCAR e outras competições. No final dos anos 1990, esses programas dominavam a programação dos domingos. Em 1995, a TNN transferiu suas operações de esportes a motor para o Charlotte Motor Speedway, adquirindo participação na World Sports Enterprises.

### Westinghouse-CBS: 1995-2000
Em 1997, a Westinghouse Electric, que na época era proprietária da rede CBS e já tinha uma relação com a TNN por meio de sua divisão Group W, adquiriu a TNN e seu canal-irmão CMT para formar a divisão CBS Cable, juntamente com um canal de curta duração chamado Eye On People.
Durante esse período, a produção de grande parte da programação original voltada para entretenimento cessou, e o canal começou a depender mais dos blocos TNN Outdoors e TNN Motor Sports. A ligação da TNN com a CBS permitiu que o canal transmitisse dramas da CBS dos anos 1980, como The Dukes of Hazzard e Dallas, além de cobrir eventos esportivos da CBS, como uma corrida da NASCAR Busch Series no Texas Motor Speedway e um evento do PGA Tour no Firestone Country Club. A TNN também transmitiu a Pepsi 400 de 1998 em 17 de outubro, após a CBS não conseguir exibi-la na data remarcada devido a incêndios florestais na Flórida.
No final dos anos 1990, o canal fez suas primeiras tentativas de se distanciar da imagem de música country/estilo de vida rural e atrair um público mais jovem, mais atraente para os anunciantes. Em 1998, o canal abandonou o nome "The Nashville Network" e encurtou seu nome oficial para TNN. A propriedade passou para a Viacom em 2000, após a aquisição da sucessora da Westinghouse, a CBS Corporation. A TNN mudou sua sede de Nashville para Nova York e foi incorporada à divisão MTV Networks da Viacom; entretanto, a CMT permaneceu em Nashville e começou a se afastar da exibição contínua de videoclipes, favorecendo a programação de estilo de vida e comportamento.
Em 1998, estreou o RollerJam, que trouxe o roller derby de volta à televisão pela primeira vez em quase uma década. No ano seguinte, a TNN iniciou sua relação com o wrestling profissional, assinando um contrato de três anos com a Extreme Championship Wrestling (ECW). ECW on TNN foi o programa de maior audiência da TNN até 2000, apesar da publicidade limitada, o que foi um ponto de discórdia com os dirigentes da ECW. ECW on TNN e RollerJam formaram o núcleo do bloco de programação Friday Night Thrill Zone do canal, que foi responsável por um aumento na audiência masculina jovem nas noites de sexta-feira.

### Mudança de formato
Em 2000, a Viacom percebeu a redundância entre suas propriedades TNN e CMT e, impulsionada pela aquisição dos direitos de programação da World Wrestling Federation (WWF, agora WWE), decidiu reformular a TNN. O canal foi renomeado para The National Network em 25 de setembro (posteriormente The New TNN) e reformulado para competir com TNT, TBS e USA Network, visando atrair telespectadores na faixa etária de 18 a 49 anos. Antes de 2000, mais da metade dos telespectadores da TNN tinha 55 anos ou mais, enquanto apenas um terço estava na faixa de 18 a 49 anos, segundo a Nielsen Media Research.
Alguns dos programas da TNN incluíam sitcoms, como Diff'rent Strokes, WKRP in Cincinnati, The Wonder Years e Taxi, além do relançamento malsucedido de The Ren & Stimpy Show como Ren & Stimpy Adult Party Cartoon. Com o tempo, programas voltados para o público masculino, como Baywatch, Miami Vice, Monster Jam, Robot Wars e Star Trek: The Next Generation, foram adicionados à grade da emissora, enquanto o público-alvo se ajustava para focar em homens jovens adultos. Essa mudança de demografia levou ao relançamento da The New TNN como Spike TV em agosto de 2003, que mais tarde foi simplesmente chamada de Spike em 2006. A Spike foi rebatizada como Paramount Network em 18 de janeiro de 2018.